# 雅瓜皮塔
雅瓜皮塔是巴西巴拉那州的一个市镇。总面积475.004平方公里，总人口12286人，人口密度25.9人/平方公里。